# Ditiol
Un ditiol es un tipo de compuesto de organoazufre con dos grupos funcionales tiol. En general, estos compuestos poseen propiedades similares a los correspondientes monotioles en términos de solubilidad, olor y volatilidad. Pueden ser clasificados según la posición relativa de los dos grupos tiol en la cadena carbonada.

## Ditioles geminales
Los ditioles geminales tienen como fórmula RR'C(SH)2, es decir, los dos -SH están unidos al mismo átomo de carbono. Se obtienen a partir de aldehídos y cetonas por la acción de sulfuro de hidrógeno. Ejemplos de esta serie son el metanoditiol, el etano-1,1-ditiol y el ciclohexano-1,1-ditiol. Cuando se calientan, los ditioles geminales suelen liberar sulfuro de hidrógeno, dando como producto transitorio tiocetona o tial, el cual típicamente se convierte en un oligómero.

## 1,2-Ditioles
Los 1,2-ditioles, compuestos que contienen los dos grupos -SH en carbonos adyacentes, son más comunes. El etano-1,2-ditiol reacciona con aldehídos y cetonas para dar 1,3-ditiolanos, de acuerdo a:
(HS)2C2H4  +  RCHO  →  RCHS2C2H4 + H2O
Algunos de estos ditioles se utilizan en terapia de quelación, por ejemplo para la extracción de venenos de metales pesados.
Agentes quelantes de este tipo son el dimercaptopropanosulfato (DMPS), el dimercaprol (BAL) y el ácido meso-2,3-dimercaptosuccínico.

## Enoditioles
Los enoditioles (en los cuales los dos grupos tiol están en carbonos adyacentes unidos por un doble enlace) son raros, con la excepción de algunos compuestos aromáticos, como el benceno-1,2-ditiol. También se conoce el 1,3-ditiol-2-tiona-4,5-ditiolato2-.

## 1,3-Ditioles
El propano-1,3-ditiol es el miembro más sencillo de esta serie. Es empleado como reactivo en química orgánica, formando 1,3-ditianos tras su tratamiento con cetonas y aldehídos. En los que derivan de aldehídos, el grupo metino es suficientemente ácido para que  pueda ser desprotonado y el anión resultante puede ser C-alquilado. En este proceso tiene lugar el fenómeno de umpolung.
Al igual que el 1,2-etanoditiol, el propano-1,3-ditiol forma complejos con metales:
Fe3(CO)12  +  C3H6(SH)2  →  Fe2(S2C3H6)(CO)6  +  H2  +  Fe(CO)5  +  CO
Asimismo, los 1,3-ditioles se oxidan para dar 1,2-ditiolanos.
Un 1,3-ditiol presente en la naturaleza es el ácido dihidrolipoico. 

## 1,4-Ditioles
Un 1,4-ditiol común es el ditiotreitol (DTT) —de fórmula HSCH2CH(OH)CH(OH)CH2SH—, llamado también reactivo de Cleland, utilizado para reducir enlaces disulfuro en proteínas. La oxidación del DTT da como resultado un anillo heterocíclico de seis átomos con un enlace disulfuro interno.

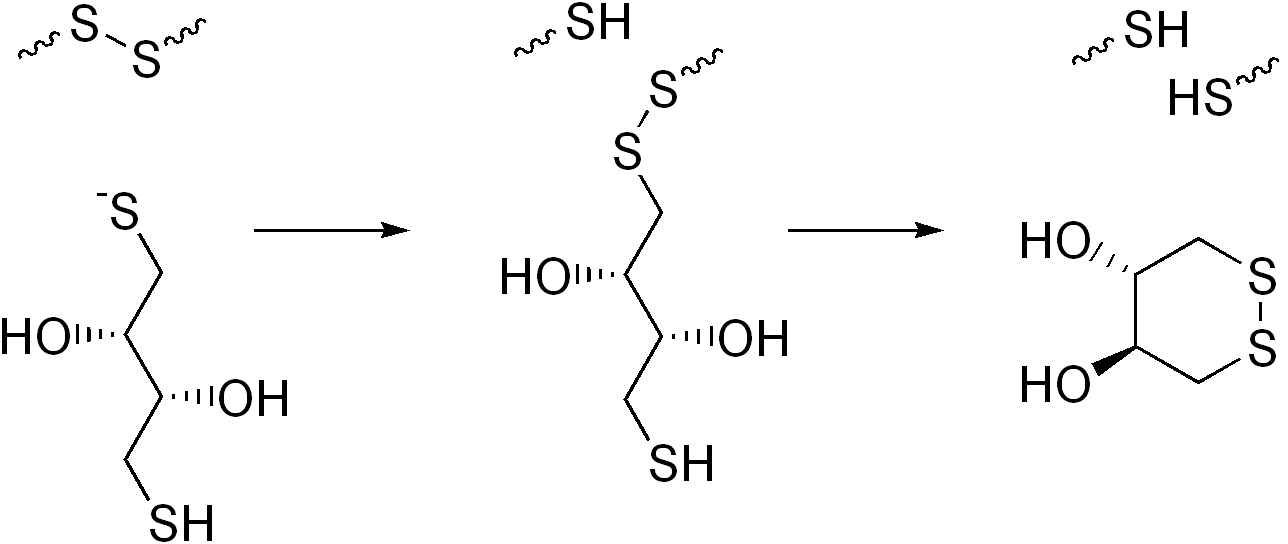
Reducción de un enlace disulfuro típico por DTT vía dos reacciones secuenciales de intercambio tiol-disulfuro.

## Estructura de algunos ditioles

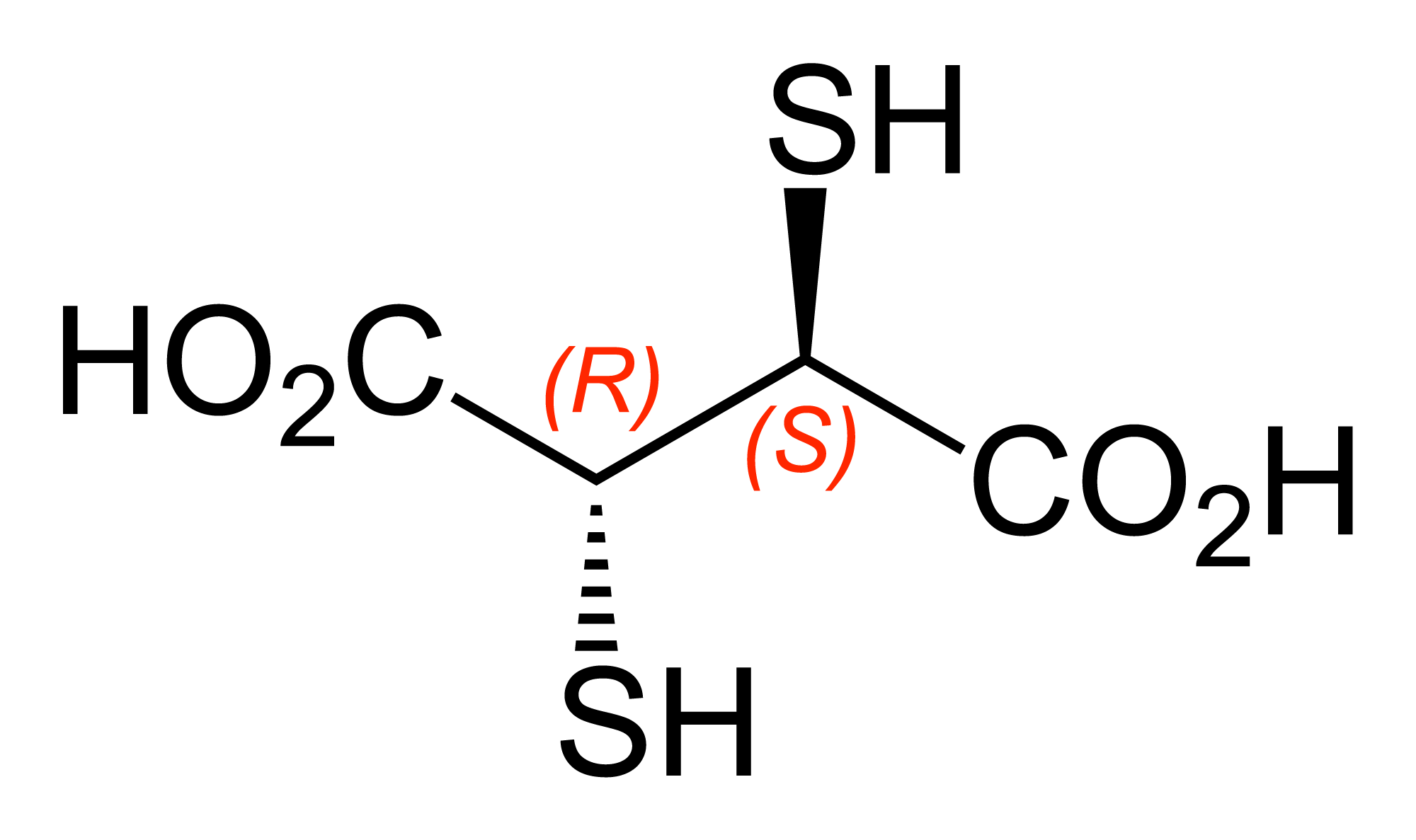
El fármaco ácido meso-2,3-dimercaptosuccínico
Dimercaprol, un antídoto temprano para envenenamiento con arsénico
Benceno-1,2-ditiol, ditiol aromático sencillo
Propano-1,3-ditiol
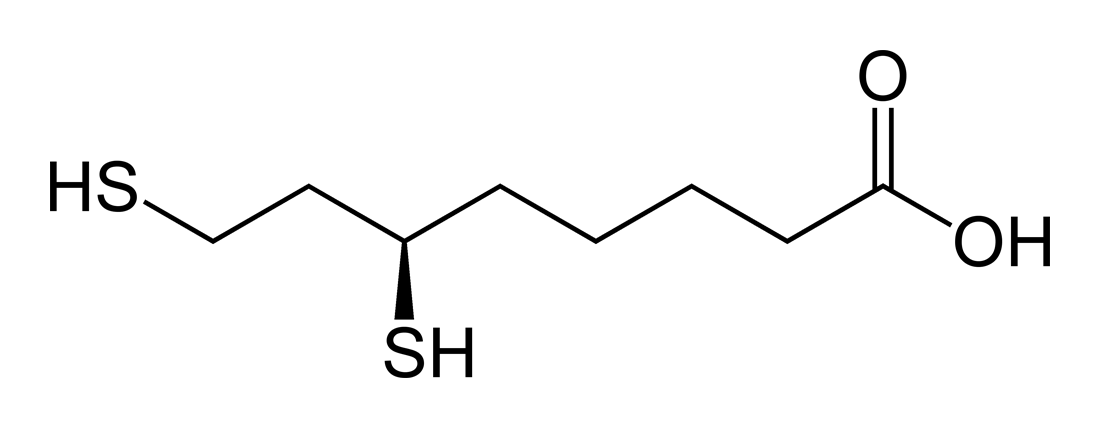
Ácido dihidrolipoico, un antioxidante celular
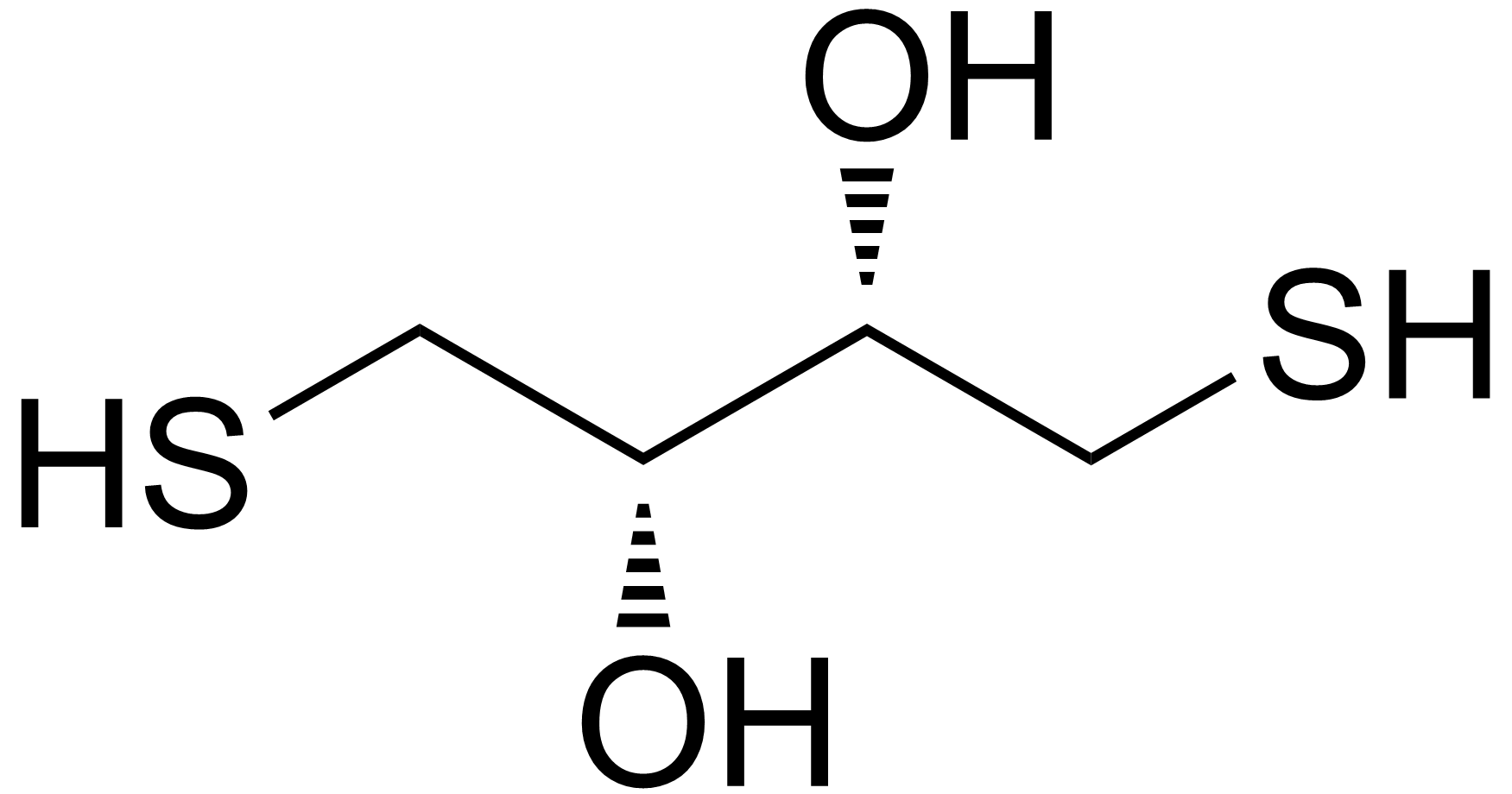
Ditiotreitol, un reactivo en bioquímica de proteínas